# Crenezumab
Il crenezumab è un anticorpo monoclonale umanizzato usato come farmaco nella terapia sperimentale della malattia di Alzheimer; esso agisce neutralizzando la proteina betamiloide, impedendone gli accumuli in determinate aree del cervello, che si ritiene essere la causa scatenante della demenza associata all'Alzheimer. Sono in corso di effettuazione studi clinici per valutare l'efficacia terapeutica e preventiva del farmaco nella malattia di Alzheimer.

## Studio clinico in Colombia
Nel maggio 2012 è ufficialmente iniziato uno studio clinico della durata di 5 anni con l'obiettivo di valutare la sicurezza del crenezumab e la sua capacità di rallentare la progressione della malattia di Alzheimer agli stadi iniziali. Lo studio, patrocinato dall'azienda di biotecnologie Genentech, dal Banner Alzheimer's Institute e dai National Institutes of Health statunitensi, è stato condotto nella città colombiana di Medellín e nei suoi dintorni, coinvolgendo persone con casi in famiglia di malattia di Alzheimer ad esordio precoce, una rara variante della patologia che risulta essere causata da una mutazione del gene PSEN-1 (presenilina-1). Lo studio aveva l'obiettivo di dimostrare l'efficacia del crenezumab nel prevenire la manifestazione del quadro clinico dell'Alzheimer negli individui portatori della mutazione patogenica che ancora non avevano sviluppato la malattia.